# 콜레디메초
콜레디메초(이탈리아어: Colledimezzo)는 이탈리아 아브루초주 키에티도에 있는 코무네이다.